# 下川岛
下川岛，又称下川洲、穿洲和下川山，是广东省江门市台山的一个岛屿，位于大广海湾经济区南侧、川山群岛西部，东与上川岛隔海相望，面积98.68平方公里，是广东省第六大岛，有“东方夏威夷”、“中国普吉岛”、“广东芭提雅”之称。

## 地理
下川岛东西宽12多公里，南北长约23公里，植被覆盖率近68%，地貌以花岗岩构成的低山丘陵为主，最高峰529米。岛上海湾众多，有大湾、细雾湾、独湾、牛塘湾、挂榜湾等数十个海湾。

## 历史
南宋末年，相传宋太傅张世杰经崖山海战一役，率残部撤退至下川岛一带，在附近一个小岛上传宋帝遗诏，封余下大臣为王族，企图东山再起，后人称该岛为“王府洲”，至今岛上仍残留练兵场、点将台、扯旗台、号令阶遗址。后来，南宋遗民迁到下川岛本岛建村立祠，村民以赵姓最多，仍保持着独特的语言、生活习俗。

## 景区

### 王府洲
王府洲旅游度假区是下川岛的核心景区，呈月牙形、三面奇峰环绕，环境清幽，有长达1600米的海水浴场。

### 观音山
位于下川岛中南部，海拔434米，站在山顶可俯瞰全岛，是下川岛最理想的观景台，山上有一造型独特的巨石，名为“登高石‌”，由国画大师关山月题词。

### 东湾
位于下川岛西南部，是下川岛观日落之绝佳处。

## 交通
下川岛依靠轮渡与外界联系，每日有轮渡由台山山咀港往返下川岛独湾港码头，单程航行时间约35分钟。另外，芙湾码头亦有轮渡来往茫洲岛的合螺石码头。